# Roden Noel
Roden Berkeley Wriothesley Noel, também conhecido como Noël (Londres, 24 de agosto de 1834 - Mainz, 26 de maio de 1894) foi um poeta inglês.; Ele foi um apóstolo de Cambridge.

## Carreira
Filho de Charles Noel, 1º Conde de Gainsborough, Noël foi educado em Trinity College (Cambridge), onde obteve seu Mestrado em Educação em 1858. Após a graduação, ele passou dois anos viajando pelo Oriente. Em 1863 casou-se com Alice de Broë, filha do diretor do Banco Otomano em Beirute. Seu terceiro filho Eric morreu aos cinco anos de idade, no qual, rememora-se no mais conhecido livro de versos de Roden Noel: "A Little Child's Monument", de 1881.
Nos últimos momentos de sua vida, Noël foi para Brighton, Inglaterra, porém, ele morreu numa estação de trem em Mainz, na Alemanha. Seu filho Conrad Noel tornou-se um socialista cristão, reconhecido como o "turbulento sacerdote de Thaxted".
A versificação de Roden Noel era desigual e às vezes dura, mas ele tinha um sentimento genuíno pela natureza, e seu trabalho é permeado por pensamentos filosóficos.
Seus outros trabalhos incluem um drama em verso: The House of Ravensburg (1877), um épico sobre a expedição de David Livingstone à África; "Life of Byron", uma série de grandes escritores de 1890; uma edição de poemas de Edmund Spenser; uma seleção de peças de Thomas Otway para a Mermaid series (1888); e artigos críticos sobre literatura e filosofia.
Seu Colleted Poems foi editado em 1902 por sua irmã, Victoria Buxton, com uma observação de John Addington Symonds, que tinha aparecido originalmente na Academia (19 de janeiro de 1899) como uma revisão de The Modern Faust. Sua seleção nas séries de Canterbury Poets tem uma introdução de Robert Buchanan.
Seu poema "Sea Slumber Song" foi musicalizado por Sir Edward Elgar como a primeira canção do seu ciclo de música Sea Pictures.

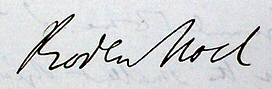
Assinatura de Roden Noel

Noël foi um espiritualista e interessado em parapsicologia. Ele foi um dos fundadores e vice-presidente da Society for Psychical Research.

## Trabalhos
- Behind the Veil, and other Poems (1863)
- Beatrice, and other Poems (1868)
- The Red Flag, and other Poems (1872)
- Livingstone in Africa (1874)
- The House of Ravensburg (1877)
- A Little Child's Monument (1881)
- A Philosophy of immortality (1882)
- Songs of the Heights and Deeps (1885)
- A Modern Faust, and other Poems (1888)
- Life of Lord Byron (1890)
- Poor People's Christmas (1890)
- My Sea, and other Poems (1896)

### Editoria
- Edmund Spenser: Poems (1887)
- Thomas Otway: Plays (1888)

### Coleções
- Essays upon Poetry and Poets (1886)
- Poems, editado por Robert Buchanan (1893)
- Selected poems, editado por Percy Addleshaw (1897)
- Collected Poems, editado por sua irmã Victoria Buxton (1902)